# المزاد (خرطوم بحري)
حي المزاد هو حي سوداني يقع في ولاية الخرطوم مدينة الخرطوم بحري وهو من الاحياء العريقة والمشهورة بمدينة الخرطوم بحري . هو أصغر أحياء «الخرطوم بحري» . 

## التسمية
المزاد اسم تكرر في أكثر من ولاية في السودان وهو يعني أن الحي بيع للمواطنين من قبل الدولة في مزاد علني وليس خطة اسكانية عادية.

## الموقع
يقع في شمال مدينة الخرطوم في منطقة الخرطوم بحري ويحدُه شمالاً حي الصافية وجنوباً الديوم من ناحية الشرق حي المغتربين الذي كان فيما مضى «كرنتينه المواشي» للتصدير، والذي نقل إلى الكدرو «محجر بيطري الكدرو», ومن الغرب شارع الطيار الكدرو الذي يفصلها عن الشعبية. يقسم شارع الزعيم الازهري الحي الي قسمين المزاد شمال وجنوب وكما يمر بالحي شارع المزاد والذي يعتبر من الشوارع الاساسية بمدينة بحري

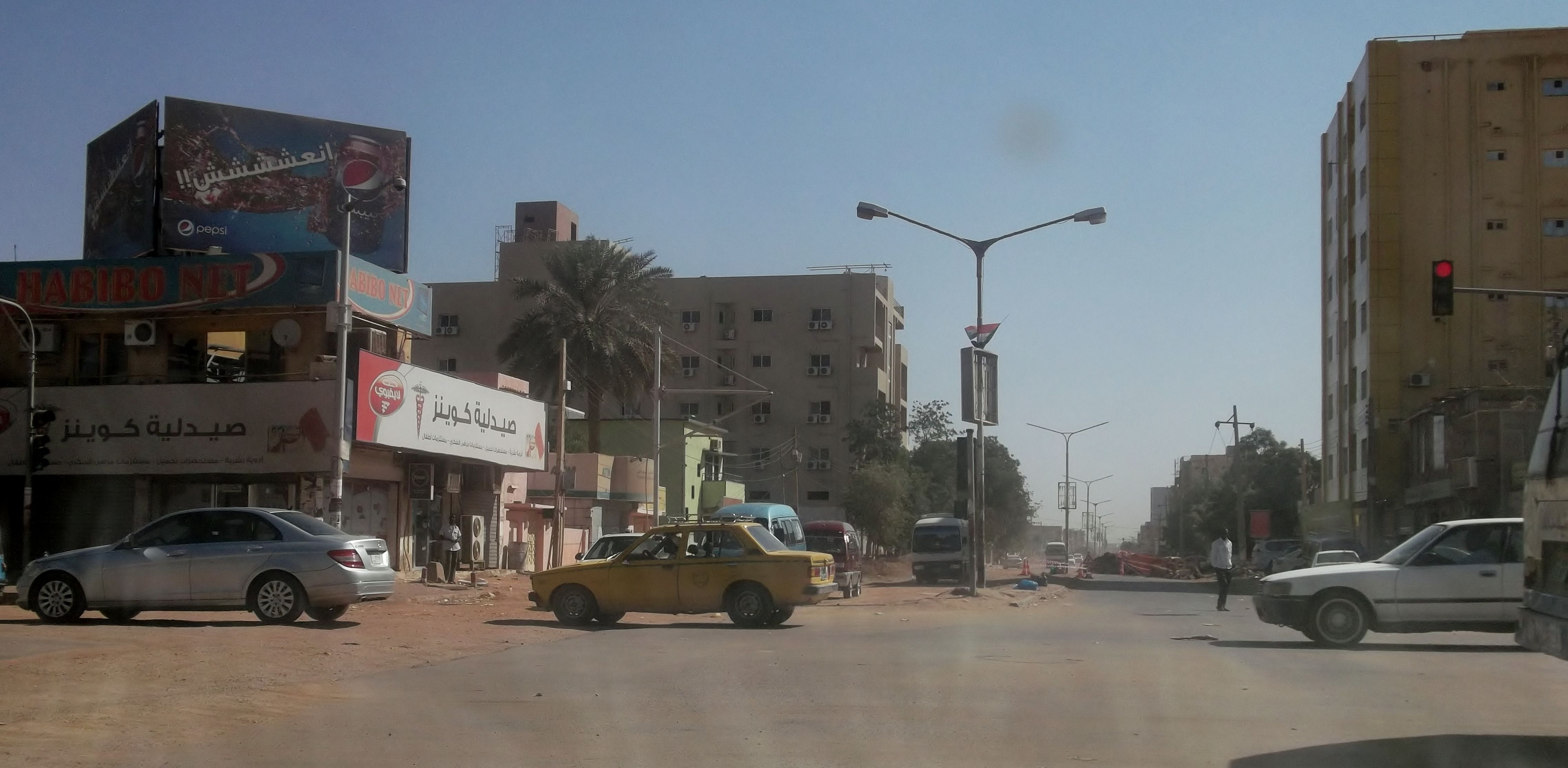
تقاطع المؤسسة - الخرطوم بحري -السودان

## تاريخ الحي
- كان حي المزاد سابقاً جزءاً من غابة المسكيت التي زرعها الإنجليز لحماية المدينة من رياح الشتاء العاتية وقد امتدت من نهر النيل من الناحية الغربية إلى شريط السكة حديد من ناحية الشرق.
- ظل هكذا كمحمية طبيعية تسكنها الطُيور وفئران البوص إلى أن أزالتها الحكومة في بداية الستينات من القرن الماضي لإقامة حي الشعبية وحي المزاد وحي الصافية ؛ لمواجهة النمو السُكاني الطارد بالمدينة وكان ذلك في عهد الرئيس إبراهيم عبود

## فرقة الأكروبات السودانية
وقع الرئيس نميري بروتكولاً ثقافياً مع الصين كان من ثمراته قاعة الصداقة بالخرطوم، اختارت الدولة أطفالاً ليكونوا أول فرقة أكروبات في أفريقيا، وكان جلهم من المزاد وأشهرهم ناهد شرحبيل أحمد، وجمال خوجلي، وأسامة عبد الله، وخالد مصطفى كناري» شكّلوا مع إبراهيم عبد الله(عبود) ، ونبعه مهدي ومجموعه الشعبية الغالبية.

## أهم معالم الحي

### استاد التحرير
حيث قام علي جزءين:
- في أوائل الستينات ومع بداية تخطيط حي المزاد شملت هذه القطعة ملاعب لفُرُق الناشئين والشباب بالحي والروابط الأخرى في ذلك الحين والجزء الشرقي منها كان ملعباً لفريق المزاد والذي كان يسمى بالصقر الأسود.
- وكانت القطعة المعنية كاملة عبارة عن ساحة ليست بها أي مبان أو منشآت سوى الميادين الرياضية هذه، بعد ذلك تم تخصيص هذه المساحة وتسجيلها واستخراج شهادة بحث لها باسم (مجمع المزاد الرياضي الشعبي) ، وتبرع لها وزير الشباب والرياضة بحكومة الرئيس السوداني السابق جعفر النميري بمبلغ (عشرين الف جنيه) لإقامة المنشآت الرياضية اللازمة للمجمع.
- وقد جاء في صحيفة الأيام في اليوم التالي أن وزير الشباب والرياضة سيقوم بوضع حجر الأساس للمجمع الرياضي الثقافي الشعبي بالخرطوم بحري جوار جامع الشيخ أونسة وكانت اللجنة الفنية للمجمع قد أجازت الخريطة المعدة له، وتم تكوين لجنة رئيسية برئاسة العمدة مقبول الصديق رئيس مجلس شعبي المنطقة الشرقية.
- تبرع أهلي: وفي ( 14 مارس 1975م ) أرسى وزير الشباب والرياضة حجر الأساس للمجمع وتم عمل نموذج ومخطط للمنشآت الرياضية التي ستشيد للمجمع على هذه القطعة، وأثناء الاحتفال بوضع حجر الأساس تم فتح باب التبرعات حسب رواية ممثل أهل المزاد وقامت جهات عديدة رسمية وأهلية وشخصية بالتبرع مادياً وعينياً.
- تم بناء المجمع بالعون الذاتي ومجهود أهالي الحي من شباب ونساء وأطفال وتبرعات بعض الأندية والروابط، وبدأت نفرة شعبية كبيرة لتشييد وبناء منشآت المجمع شاركت فيه العديد من الجهات الشعبية وتم تكوين لجنة قامت بجمع التبرعات.
- كان كل العمال من أهالي الحي الذين حفروا وحملوا الطوب على أكتافهم حتى تم تشييد الإستاد كاملاً يحتوي على ميدان كرة القدم ومصطبة رئيسية ومصاطب جانبية بطول الإستاد ومكاتب وغرفة للحارس وظل الميدان الشرقي المتبقي من القطعة كملعب لفريق المزاد. حيث قامت إدارة النادي بتحويل جزء من الميدان إلى منطقة استثمارية وشيدت ملعب خماسيات بداخله.

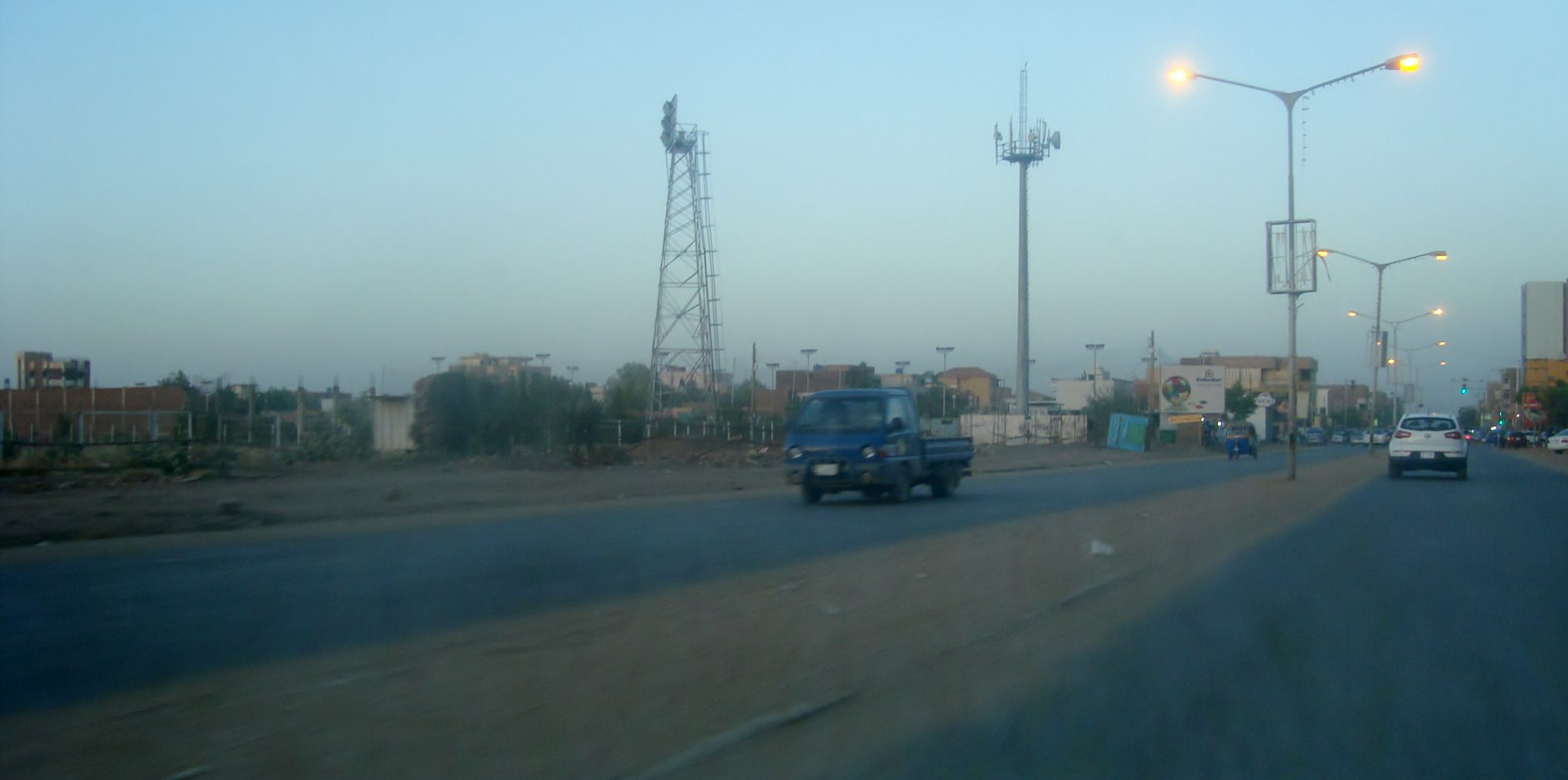
استاد التحرير بالخرطوم بحري

### سوق المزاد
هو عبارة عن سوق صغير داخل الحي توجد به كمية من المحال التجارية. كان سوق المزاد في السبعينات من القرن الماضي، مركز لتجمع أبناء الحي بعد صلاة المغرب و العشاء، و خاصة عندما يكون دوري الدرجة الأولي لكرة القدم متواصل.

### مستشفيات
- مستشفى احمد قاسم
- المستشفى التعاوني